# Ioana Barbu (actriță)
Ioana Barbu (n. 20 decembrie 1982, Timișoara) este o actriță română de teatru și film. A jucat atât în piese de teatru cât și în filme.

## Biografie
Ioana Barbu s-a născut la Timișoara, la 20 decembrie 1982.
Este absolventă, în anul 2005, a Facultății de Film, secția de actorie, clasa profesorului dr. Gelu Colceag, din cadrul Universității Naționale de Artă Teatrală și Cinematografică „Ion Luca Caragiale” din București. Apoi a urmat cursurile de masterat în actorie la aceeași instituție de învățământ superior.  Este lect. univ. dr. la Universitatea Națională de Artă Teatrală și Cinematografică „I. L. Caragiale”, București – Facultatea de Teatru, Departamentul Arta actorului.
A jucat în filmul Legături bolnăvicioase, regizat de Tudor Giurgiu, care a ieșit pe ecrane în anul 2006. Ioana Barbu (Alex ≈ Alexandra Dragnea) i-a avut de parteneri în acest film pe Maria Popistașu (Kiki ≈ Cristina Pârvulescu), Tudor Chirilă (Sandu ≈ Alexandru Pârvulescu), Mircea Diaconu (Domnul Dragnea), Tora Vasilescu (Doamna Pârvulescu), Valentin Popescu (Domnul Pârvulescu), Mihaela Rădulescu (Doamna Negulescu), Puya (Șoferul de taxi) și alții.

## Actriță de teatru
- A jucat în rolul Mariei din piesa Stele în lumina dimineții de Alexandr Galin, la Teatrul Casandra.
- Lady Anne, în Richard al III-lea de William Shakespeare
- Mama în Mica Sirena cu Teatrul Țăndărică
- A colaborat cu Teatrul Bulandra pentru realizarea spectacolului cu piesa Tatăl de August Strindberg, în regia Cătălinei Buzoianu.
- 2008 Sylvia Payton, în Dactilograful (piesă de teatru) de Murray Schisgal; Spectacol prezentat de: Clubul La Scena

## Filmografie
- 2003: Gunpowder, Treason and Plot (în română Praf de pușcă, Trădare și Complot), regia: Gillies MacKinnon;
- 2004: Călătorul, regia: Florin Filipescu;
- 2004: The Black Sea (în română Marea Neagră), regia: Andrew Reuland (scurtmetraj);
- 2004: Heather, regia: Chris Sewell;
- 2005: Quick Fresh, regia George Dogaru;
- 2006: Legături bolnăvicioase, regia: Tudor Giurgiu.
- 2010: Dacă bobul nu moare. regia: Sinisa Dragin
- 2021: #dogpoopgirl (2021), regia: Andrei Huțuleac

## Distincții
- În anul 2004, Ioana Barbu a primit premiul pentru Cea mai bună interpretare feminină, pentru rolul principal din filmul Călătorul, în regia lui Florin Filipescu;

- Premiul „Sică Alexandrescu” la Gala Tânărului Actor 2008, cu spectacolul „Dactilograful” de M. Schisgall, regia Vlad Cepoi;

- Premiul pentru debut U.C.I.N., 2007 pentrul rolul Alex din filmul „Legături bolnăvicioase”, regia Tudor Giurgiu;
- Premiul pentru cea mai bună actriță la Festivalului de Film de la Pecs, Ungaria, 2006;
- Premiul special al juriului la Festivalul de Film Anonimul, România, 2006.